# Meckelscher Knorpel

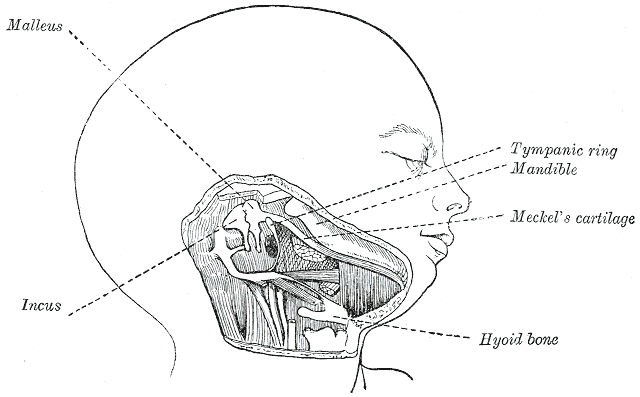
Lokalisation des Meckelschen Knorpels im menschlichen Embryo

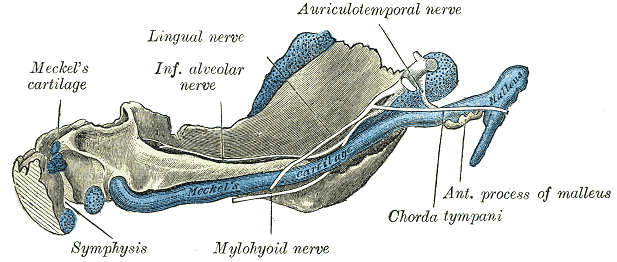
Lokalisation des Meckelschen Knorpels

Der (paarige) Meckelsche Knorpel (Meckel-Knorpel, die Cartilago Meckeli, benannt nach seinem Entdecker J. F. Meckel (1820)) ist der embryonale Vorläufer des Unterkieferknochens der Kiefermäuler. Traditionell setzt man ihn serial homolog einem Ceratobranchiale der Kiemenbogen (was nicht denknotwendig ist). Zum Teil wird er in der Ontogenese von Deckknochen (z. B. dem zahntragenden Dentale) umhüllt, z. T. durch Ersatzknochen (das größte ist das Articulare) verdrängt (Vorder- und Hinterende verknöchern sogar beim Menschen noch). Bei Knochenfischen bleibt der Knorpel zeitlebens ein funktionell wichtiges Element im Unterkiefer, das Elastizität einbringt.
Beim Säugetier bildet der Meckelsche Knorpel, sobald das Dentale als alleiniger Unterkiefer in Erscheinung tritt, nur mehr die Grundlage für die Serie der Gehörknöchelchen (das primäre Kiefergelenk zwischen Palatoquadratum und Meckelschem Knochen wurde zum Gelenk zwischen Amboss und Hammer). So bleibt nur der dorsale Anteil, des früheren primären Kiefergelenks, also das Hammer-Amboss-Gelenk, Articulatio incudomallearis erhalten und bildet später einen Teil des Schallleitungsapparates des Mittelohres.
Aus dem Knorpel des proximalen Endes des zweiten Kiemenbogens wird der Steigbügel, Stapes. Der übrige distale Teil bildet zunächst eine lange Knorpelspange, den Reichertschen Knorpel – benannt nach Karl Bogislaus Reichert – der nach seiner chondralen Ossifikation zum Processus styloideus wird und sich mit dem Schläfenbein vereint. Der mittlere Anteil wird zum Ligamentum styloideum und der distalste Abschnitt ossifiziert zum kleinen Zungenbeinhorn, Cornu minus ossis hyoidei.
Der Meckel-Knorpel ist eine Knorpelspange des ersten Kiemenbogens, sie fungiert als embryonale und temporäre Leitstruktur für die Anlage des Unterkiefers (Mandibula), welcher sich lateral des Meckelknorpels über eine Ersatzknochenbildung, chondrale Ossifikation bildet hierzu baut sich der Knorpel vollständig ab und wird durch Knochen ersetzt.
In der embryologischen Entwicklung wird bis zur 24. Woche der Meckelsche Knorpel sukzessive abgebaut. An den beiden dorsalen Enden entwickeln sich beidseits ein Teil der Gehörknöchelchen, Ossicula auditus, genauer der Hammer, Malleus sowie der Amboss, Incus und das Ligamentum sphenomandibulare.
Bei Entwicklungsstörungen kann sich eine Kraniofaziale Mikrosomie ausbilden.